# Wydział Przyrodniczo-Techniczny Uniwersytetu Opolskiego
Wydział Przyrodniczo-Techniczny Uniwersytetu Opolskiego (WPT UO) – jeden z dwunastu wydziałów Uniwersytetu Opolskiego powstały w 1999 roku w wyniku przekształcenia dotychczasowego Instytutu Biologii i Ochrony Środowiska w pełnoprawny wydział. Kształci studentów na pięciu podstawowych kierunkach zaliczanych do nauk przyrodniczych, na studiach stacjonarnych oraz niestacjonarnych.
Wydział Przyrodniczo-Techniczny składa się z 5 instytutów. Aktualnie zatrudnionych jest 98 pracowników naukowo-dydaktycznych (z czego 15 na stanowisku profesora zwyczajnego, 11 na stanowisku profesora nadzwyczajnego ze stopniem doktora habilitowanego, 7 na stanowisku adiunkta ze stopniem doktora habilitowanego, 59 na stanowisku adiunkta ze stopniem doktora oraz 16 asystentów z tytułem magistra).
Najliczniejszą grupą pracowników naukowo-dydaktycznych jest 66 adiunktów. Wydział współpracuje również z emerytowanymi profesorami, których autorytet wspiera zarówno proces dydaktyczny, jak i przede wszystkim wymianę międzynarodową.
Według stanu na 2015 rok na wydziale studenci odbywają studia w ramach studiów pierwszego stopnia (licencjackich), a następnie studiów drugiego stopnia (magisterskich uzupełniających). Łącznie na wydziale studiuje 832 studentów, z czego 790 osób w ramach studiów dziennych i  42 osób w ramach studiów zaocznych.

## Władze Wydziału
W kadencji 2024–2028:
| Stanowisko        | Imię i nazwisko             |
| ----------------- | --------------------------- |
| Dziekan           | dr inż. Dariusz Suszanowicz |
| Zastępca Dziekana | dr Anna Kocorek             |

## Poczet dziekanów
1. prof. dr hab. Adam Latała (1999–2002)
2. prof. dr hab. Jerzy Adrian Lis (2002–2005)
3. prof. dr hab. Andrzej Gawdzik (2005–2012)
4. prof. dr hab. Stanisław Koziarski (2012–2019)
5. dr hab. Małgorzata Rajfur (2019–2020)
6. dr inż. Dariusz Suszanowicz (od 2020)

## Kierunki kształcenia
Wydział Przyrodniczo-Techniczny UO prowadzi następujące kierunki i specjalności pierwszego stopnia (licencjackie 3-letenie lub inżynierskie, 3,5-letnie) na kierunkach:
- architektura krajobrazu
  - planowanie i projektowanie krajobrazu
  - ochrona i kształtowanie krajobrazu
  - monitoring i Zarządzanie Środowiskiem
- biologia
  - eksperymentalna
  - podstawowa
- biotechnologia
- biotechnologia medyczna
- edukacja techniczno-informatyczna
  - inżynieria cyfrowej obróbki obrazów i poligrafii
  - nauczycielska: informatyka i technika
- inżynieria środowiska
- ochrona środowiska
- ochrona środowiska i bezpieczeństwo pracy
- odnawialne źródła energii

Po ukończeniu studiów pierwszego stopnia studenci mogą kontynuować naukę na studiach drugiego stopnia (magisterskie uzupełniające, 2-letnie oraz magisterskie uzupełniające, 1,5-letnie) na kierunkach:
- biologia
  - eksperymentalna i stosowana
  - nauczycielska biologia z geografią
  - medyczna
  - gospodarka środowiskiem przyrodniczym
- biotechnologia
  - kosmetologiczna
  - stosowana
- ochrona środowiska
  - techniki i technologie w ochronie środowiska
  - planowanie i zagospodarowanie przestrzenne
- architektura krajobrazu
- odnawialne źródła energii

Ponadto Wydział oferuje następujące studia podyplomowe w zakresie: informatyki, biologii, dydaktyki biologii, biotechnologii, biotechnologii kosmetologicznej, gospodarki odpadami i rekultywacji gruntów, gospodarki wodnej, edukacji techniczno-informatycznej w zakresie mechatroniki, inżynierii środowiska specjalność: audyt energetyczny, inżynierii środowiska z zakresu audytu energetycznego dla potrzeb termomodernizacji i ochrony cieplnej budynków, grafiki komputerowej w zastosowaniach inżynierskich, rolnictwa i środowiska naturalnego, inżynierii komunalnej, edukacji technicznej i technologii informacyjnej.
Wydział oferuje także studia doktoranckie (studia trzeciego stopnia) z zakresu biologii.
Wydział Przyrodniczo-Techniczny UO ma prawa do nadawania następujących stopni naukowych:
- doktora nauk biologicznych w zakresie biologii
- doktora habilitowanego nauk biologicznych w zakresie biologii

## Struktura organizacyjna

### Instytut Biologii
Dyrektor: prof. dr hab. Jerzy Adrian Lis
- Katedra Bioinformatyki i Biologii Molekularnej
- Katedra Botaniki i Monitoringu Biologicznego
- Katedra Paleobiologii
- Katedra Ekologii i Biosystematyki

### Instytut Inżynierii Środowiska i Biotechnologii
Dyrektor: dr hab. Agnieszka Dołhańczuk-Śródka
- Katedra Inżynierii Środowiska
- Katedra Badań Promieniotwórczości w Środowisku
- Katedra Ochrony Powierzchni Ziemi i Gospodarki Przestrzennej
- Katedra Mikrobiologii i Mykologii